# Jorma Kortelainen
Jorma Kortelainen (n. 17 decembrie 1932, Joensuu, Kuopio Province⁠(d), Finlanda – d. 27 decembrie 2012, Jyväskylä, Finlanda) a fost un schior de fond ce a reprezentat Finlanda, medaliat olimpic. A participat la 2 ediții ale Jocurilor Olimpice (1956, 1960) în care a câștigat o medalie de argint.